# Diphalangium
Diphalangium là chi thực vật có hoa trong họ Amaryllidaceae.